# 白貓Project
《白貓Project》是源於日本，由COLOPL在日本及韓國營運的奇幻主題動作角色扮演社交網絡遊戲，對應Android和iOS平台。台港澳正體中文版版本由台灣碩網（So-net）於2015年2月5日代理，於2025年4月30日停運。

## 遊戲特色
玩家扮演主人公的角色，和各路英雄在不同島嶼探險，尋找傳說中符文的根源的七大符文。
游戏畫面上並沒有设置固定的虚拟按键，玩家可以在屏幕的任何位置通过特定的手指触控手势，進行移动、攻击、闪避、技能等所有的动作操控，使玩家得到单手操控的游戏体验。
除了強調操作簡便外，官方亦重視遊戲的世界設定及故事性。根據官方編寫附設語音的劇情，有日本玩家整理出所有登場人物的關係圖及其角色設定背景，供其他玩家參考。有玩家建基於前者以前的整理，自行翻譯出中文版本。
在單人模式時，玩家可以最多安排4個角色組成一個隊伍一起挑戰關卡。
官方亦重視遊戲的互動性。玩家可以和其他玩家挑戰特製的二人或最多四人的連線任務。進行四人任務時，玩家每人只可選擇一個角色參加任務。
為了進一步增加社交原素及協助玩家通關，自2014年12月10日開始，玩家可以二人連線合作的形式，挑戰部份劇情關卡、曜日關卡、特別關卡、魂石關卡。２人皆可以獲得當關卡的通關獎勵。除此之外，協助者可以獲得一定數量的「BP」提升段位，於協力戰時可得較多獎勵。
初始發佈時，遊戲角色共分為6種職業，分別是劍士、戰士(斧手)、魔法師、格鬥家(拳手)、弓兵、槍兵。2015年2月25日，雙劍士職業首次在遊戲中亮相。2015年7月17日，遊戲發行一週年紀念，新增龍騎士職業，並同時開放2個龍騎士限定角色。2016年4月26日，新增變身士職業，並同時開放2個變身士限定角色。還有在三周年時開放了大劍士職業，並同時出了第一只大劍士—暗之王子。。在四周年時開放了符文劍士職業，並同時出了兩隻符文劍士。現在共計有11種職業。這11個職業皆有其一系列特性及各自優缺點,所以玩家需要針對不同怪物及關卡，派出最相性的職業的角色。
遊戲沒有體力系統，所以玩家可以不斷開局挑戰關卡及賺取金錢、符文、魂石等通關獎勵的物品，藉以透過星盤系統提升角色的能力。另外，這些獎勵亦可以提升武器的級別。籍著使用角色進行遊戲，可提升與該遊戲人物的友好度，達到一定水平時，可以透過「友情覺醒」解鎖完整星盤，進一步提升技能。
另外玩家亦可以透過遊戲內的育成元素，发展自己的「飛行島」，通过挖矿、建造特別房子等等来收集金钱或增加自己队伍的实力。自2014年12月10日開始，玩家可以參觀好友的飛行島。
2015年4月，日語版遊戲首次開放「神氣解放」強化角色功能，玩家能使用遊戲中獲得的素材，解鎖可以「神氣解放」的角色的第二個星盤，以提升及改變角色的能力。
2015年10月16日，日語版遊戲實裝派遣系統（ギルドオファー），容許玩家派出最多三隊閒置角色，去專用關卡進行任務。若任務取得達成大成功，玩家除了獲得符石等一般獎勵外，亦可以獲得一個飾品（アクセサリー）作為報酬。根據任務難度，獲得的飾品會隨機附有最多三個正面或負面屬性。玩家可以為每名角色裝備最多一個飾品。
2016年2月19日，遊戲開發公司於官方Youtube頻道公佈全新的遊戲任務：塔樓。玩家需要在限時內盡量完成8層會產生隨機怪物的塔樓關卡。和以往爭挑戰通關時間的神速關卡相近，玩家每擊殺一只怪物，或是打開寶箱和木箱，皆可以延長時限。塔樓有不同難度供挑戰。限時完結後，系統將會視乎關卡的難度和完成度，以及剩餘時間給予獎品。
2018年2月14日，遊戲新增 "Class Change" 系統 （クラスチェンジ），讓玩家為個別角色選擇另一套操作和數值模或，以改善舊角色的操作手感。
遊戲推出多個語言版本，並實行本土化以切合不同語言和地域的玩家的喜好和需要，故各語言版本的系統和營運上各有特色和差異。

## 版本歷史
此遊戲曾推出中國大陸簡體中文版及英語版。
中國大陸簡體中文版由谷米中國（又稱Gumi中國）及上海晨之科信息技术有限公司(簡稱晨之科)共同營運，中國大陸版（簡稱陸版）因營運問題已於2016年8月31日結束營運。
2015年7月23日，由COLOPL NI Inc.正式發行的英語版向菲律賓、泰國及印度地區用戶開放，其後於8月13日在加拿大推出。2015年10月21日及22日，英語版分別在Android和iOS平台對世界各國開放。全球版已於2016年10月7日停運。

## 發展歷程

### 2014年

#### 開始配信
《白貓project》於2014年7月14日以Android版為首開始配信，同月25日IOS版也緊接開始配信，配信開始後以便利的操作方式大受好評，新奇的玩法吸引了許多玩家。
7月18日，遊戲在日本Google Play（TM）新國內應用免費排名中獲得第一名。
7月28日，在IOS版發布3天後，遊戲立即進入App Store內銷排行榜（遊戲類別）中的前十名，同時於Google Play銷售榜上大幅上升，進入前 10 名。
《白貓project》自開始發行以來下載量穩步增長，7月24日，僅發行10天便突破100萬下載量，刷新コロプラ最快紀錄。
遊戲獨有元素「四星角色選拔培育計畫」以投票篩選扭蛋角色，初代選拔以每職業推出2隻角色為基準，合共推出了12隻角色。

#### 三星飛利浦法下修事件
8月21日，飛利浦被發現S2傷害過高，甚至超過4星法師，營運及時發現並進行下修，S2傷害由約6000下修至約800。由於不少玩家已對飛利浦進行育成，而當時符文與靈魂等素材為貴重素材、難以獲得，因此大量玩家向營運投訴，最後營運賠償玩家5顆鑽石、進化素材以及一定數量的彩虹符文。

#### 突破2000萬下載量
《白貓project》的下載量持續穩步上升，8月30日，僅發行47天便突破1000萬下載量，充分展現當時人氣之高。
10月24日，遊戲推出深受玩家喜愛的系列活動－Brave The Lion！~獅鬃劍士~，首次通關便能獲取四星劍士道格拉斯及其武器，儘管需要大量專用素材升級，但由於當時四星角色較難取得，因此活動大受好評。
11月8日，遊戲在突破1000萬下載量後約兩個月，突破2000萬下載量。並且推出了首隻限定角色芹奈。

#### 船梨精合作
11月尾，遊戲推出首個合作計劃，船梨精以格鬥家在卡池中登場。期後，官方推出船梨精後續活動，首次通關可獲得以劍士身份登場的白梨精及其專用武器，同時也發布了相關的期間限定飛行島建築。
12月8日，Apple 宣布了“BEST OF 2014”，從各方面中挑選出最好的內容作為結束的項目，《白貓project》獲iOS系統的日本App Store選為年度最佳遊戲亞軍，同時以僅推出5個月登上 App Store 的最高銷售額中的第18位，備受矚目。

### 2015年

#### 2500萬下載
1月初，遊戲突破2500萬下載量，為了紀念2500萬次下載，官方於1月20日推出活動－小小合歡羊咩咩的夢境祭典，並推出限定角色合歡。

#### 黑貓維茲合作
2月，遊戲推出首次與 問答RPG 魔法使與黑貓維茲的合作計劃。作為「白猫×黒猫 大感謝祭」的一部份，官方早在12月公佈了的女主角「維茲」的聲優，並隨即開放了供《白貓Project》玩家投票的《黑貓維茲》人氣角色總選舉。依次序首6名角色：法姆、米迦菈、麗維塔、皮諾、芙蕾、莉絲，分別以魔法師、劍士、槍兵、弓兵、戰士和格鬥家職業，在2月於限定卡池推出。活動期間，維茲及其武器作為禮物以魔法師職業在遊戲中登場。
另外，《白貓Project》的角色：米菈、春香、安娜、蜜柑、神威、嘉妮特，也在《黑貓維茲》的卡池登場。

#### 角色卡池機率變更
據公告所示，由2月28日晚上8時起，角色卡池的4星機率將提升2倍，與此同時2星和3星角色的機率也有所調整。

#### 雙劍士登場
2月22日，官方於公式生放送中宣布了將推出新職業－雙劍士，2月25日，雙劍士職業以關卡形式首次在遊戲中亮相，而新職業的兩位角色則於2月28日在卡池中推出。

#### 3000萬下載
3月，遊戲突破3000萬下載量，為了紀念3000萬次下載，官方於3月16日推出活動－3000萬回的幸運機會，並推出限定角色瑪魯和加雷亞。
3月30日，遊戲推出主線關卡的第8章，並實裝主人公的覺醒。

#### 神氣解放實裝
4月8日，遊戲開放「神氣解放」強化角色功能，玩家能使用遊戲中獲得的素材，解鎖可以「神氣解放」的角色的第二個星盤，以提升及改變角色的能力。

#### The Shining Shadow 序章
4月24日，遊戲首次推出高難度系列關卡The Shining Shadow中的序章－墜落黑闇的太陽，限定以格鬥家組成的隊伍挑戰，首次通關可獲受詛之拳。

#### 中川翔子合作
4月尾，為慶祝中川翔子生日，《白貓Project》與《黑貓維茲》在中川翔子生日及CD《PUNCH LINE!》推出時進行合作計劃。合作計劃的主題歌「LUCKY DIP」亦收錄在內。

#### 3500萬下載
5月，遊戲突破3500萬下載量，為了紀念3500萬次下載，官方於5月18日推出活動－水月鏡花~饗宴討鬼誌~ 
，並推出限定角色雫和勇巳。首次通關活動可獲得討鬼的閣樓，滿級時可提升雙劍士的攻擊、防禦、會心各10%。

#### 武器卡池機率變更
在角色卡池機率變更後的4個月後，官方宣布也將調整武器卡池的機率。據公告所示，由7月2日下午4時起，武器卡池的4星機率將提升2倍，與此同時2星和3星武器的機率也有所調整。

#### 私立茶熊學園1期
6月9日，遊戲首次推出人氣活動－私立茶熊學園。由玩家人氣投票選出的7名角色將作為私立茶熊學校的1期學生出現，並於以校服造型於卡池中登場，活動關卡以「島」的形式推出，首次通關可獲得4星雙劍士相馬和其專屬武器。值得一提的是。

#### 夏日活動
7月6日，遊戲首次推出以夏日為主題的活動－夏日!夏日!!夏日!!!~常夏的夏日~，首次通關可以獲得4星雙劍士夏魂以及其專屬武器，同日官方也開放了限定紀念卡池－常夏的夏日。

#### 1週年紀念
7月13日，官方於公式生放送中公佈遊戲將新增龍騎士職業，同時也會有兩名新的3星雙劍士加入卡池，另外官方於生放送中公佈引繼後進行新遊戲的新功能，只要登入滿100天便可以使用該功能重置主線故事的進度，而每位玩家僅能使用一次。
7月14日，遊戲實裝開放配隊功能，通過線上開放能與其他玩家進行協力戰鬥，使用配隊功能可以免去通過社交媒體交換房間號碼的程序，令玩家更便利地進行協力戰鬥。
7月17日，兩名新角色以新職業龍騎士作為1周年限定角色登場，在活動關卡中首次通關可獲得其專屬武器。初登場的兩名新角色在當時具相當的話題度與高評價。

#### 七大罪合作
8月14日，《七大罪》中的七個角色：梅里奧達斯、黛安娜、班、金恩、哥塞爾、瑪琳、吉爾桑達，分別以雙劍士、戰士、格鬥家、槍兵、弓兵、魔法師和劍士職業，在限定卡池中登場。另外限定建築「豚の帽子」亦在遊戲中發布。

#### 5000萬下載
8月21日，遊戲推出高難度活動The Shining Shadow第3章~失去光芒的劍~，限定劍士組成的隊伍挑戰，首次通關可獲得被詛咒的劍。
8月，遊戲突破5000萬下載量，為了紀念5000萬次下載，官方於8月28日推出活動－光焰神之子與黃金霸者，並推出限定角色夏綠蒂和奧加。值得一提的是，強化移動速度的被動技能首次登場於夏綠蒂身上。
8月29日，活動大受好評，隨之遊戲登上App Store內銷排行榜（遊戲類別）中的第一名 

#### Brave The Lion 2
9月25日，遊戲先後了復刻Brave The Lion活動，並開催戰獅子的試煉、Brave The Lion番外編等活動。
9月30日，遊戲推出Brave The Lion的續篇活動－Brave the Lion ～偽裝的獅子～，並推出8名新角色於限定卡池。

## 歌曲
主題曲
「Stand Up!」
作詞：あさのますみ ，作曲、編曲：大川茂伸，主唱： 堀江由衣
在遊戲內的進行協力隊員募集及載入協力地圖時播放。
插入曲
「微力ながらGO！」
替入「Stand Up!」的歌曲。2月中又協力曲再度變回「Stand Up!」收錄於2016年發行的單曲《校歌斉唱!私立茶熊学園》內。
「校歌斉唱!私立茶熊学園」
茶熊學園活動的歌曲，收錄於2016年發行的單曲《校歌斉唱!私立茶熊学園》內。
「Ray ―はじまりのセカイ―」
作詞/作曲/編曲/歌： 山崎寛子
ZERO CHRONICLE活動的歌曲(3th周年)
「Lux ―最後の約束―」
作詞/作曲/編曲/歌： 山崎寛子
WORLD END活動的歌曲(4th周年)
「Hymnus」
作詞/作曲/編曲：山崎寛子
歌：クラウディア・フォウ （CV：上田麗奈）
海盜交響曲活動的歌曲
「Oratio」
作詞：山崎寛子
作曲/編曲：神谷礼
歌：クラウディア・フォウ （CV：上田麗奈）
海盜交響曲活動的歌曲
「喜びのうた 」
作詞/作曲/編曲：河合英嗣
歌：レオン・イグナシオ（CV：伊藤健太郎）
テオドール・グラナドス（CV：松風雅也）
クラウディア・フォウ（CV：上田麗奈）
海賊団クルー（CV：上城龍也）
海賊団クルー（CV：丸山壮史）
海盜交響曲活動的歌曲
「Stand Up! ～白猫プロジェクト 5th Anniversary ver.～」
作詞：あさのますみ ，作曲、編曲：大川茂伸，主唱： 堀江由衣
5周年版。
「DARK RAGNAROK」
作詞/作曲： 山崎寛子
編曲：山崎寛子  神谷礼
歌：黒の後継者（CV：梶裕貴）
DARK RAGNAROK 黒の後継者活動的歌曲(5th周年)
「SHINE」
編曲：山崎寛子  神谷礼
作詞/作曲/歌： 山崎寛子
DARK RAGNAROK 黒の後継者活動的歌曲 片尾曲(5th周年)
「Blooming Blaze」
作詞/作曲：colopl.
演唱：Not lose Rose【霞(三澤紗千香)、諾亞(水瀬いのり)、瑪爾(種﨑敦美)、露卡(茜屋日海夏)】
Blooming Blaze!活動的歌曲
「Dual Faith」
作詞： 山崎寛子
作曲：colopl河合英嗣
編曲：河合英嗣
歌：Minami Rumi
Original Horizon 活動的歌曲(6th周年)
「Hope」
作詞・作曲・編曲・歌： 山崎寛子
Original Horizon 活動的歌曲(6th周年)
「Going Star」
作詞：葉月ゆら　作曲:colopl　編曲：森慎太郎
アーティスト：全力乙女組（フェネッカ(CV：金子有希),リルテット(CV：安野希世乃)  ,セツナ(CV：斎藤千和) ,トワ(CV：沼倉愛美) ）
Going Star活動的歌曲
「巡りの歌」
作曲：colopl
作詞：葉月ゆら
アリアシカ(CV:大橋彩香)＆ノクタリカ(CV:三森すずこ)
Nostalgia Symphony活動的歌曲
「Stand for Everlasting」
作詞： 山崎寛子
作曲：大川茂伸・colopl
編曲：大川茂伸
歌：アイリス(CV:堀江由衣)
白與黑之章 光明與黑暗交織的未來 活動的歌曲(7th周年)
「One」
作詞/作曲/歌： 山崎寛子
編曲：山崎寛子 神谷礼
白與黑之章 光明與黑暗交織的未來 片尾曲 活動的歌曲(7th周年)
「キラキラ☆フューチャー」
歌：聖シャイン .シェリル（CV：洲崎綾）ルウシェ（CV：東山奈央）

台版自創曲
「Interstellar」
作曲/編曲/作詞: Alex
歌: 薛南
台版協力歌曲
「TheFortitude」
作曲/編曲/作詞: Alex (MELOIMAGE)
歌: ゼーノ
東離劍遊紀 合作紀念主題曲
「相約 2.5 次元」
作詞：梁秩誠
作曲：Mango Wang
編曲：謝誌豪
歌：布蘭妮氏安娜
布蘭妮氏安娜X 《白貓Project》 合作曲
「白夜」
作曲/編曲/作詞: MELOIMAGE
歌: よみ
星辰之詩：Starshine Eden ～光輝的樂園～主題曲
「Sound of Crest～比翼之月～」
作曲/編曲/作詞: MELOIMAGE
歌：Chia
洛尼亞物語：露娜露單曲
「白雪祈月」
作曲/編曲：Kevin（風鈴町）
作詞：Rena（風鈴町）
歌：傅其慧 & Chia

## 評價及迴響
2014年12月9日，遊戲獲日本Google Play選為年度最佳三十個遊戲之一。 

2014年12月，遊戲獲iOS系統的日本App Store選為年度最佳遊戲亞軍。
2015年4月22日，此遊戲獲得日本知名電子遊戲雜誌Fami通舉辦的「Fami通大獎2014」新秀獎及優秀獎。
2015年7月6日，此遊戲於日本「MCF」舉辦的「MAP2015」優秀賞。
2015年12月3日，此遊戲的正體中文版獲台灣Google Play選為年度最佳三十個遊戲之一。

## 著作權問題
有玩家發現，由上海冰翼網絡科技有限公司開發，及由PPTV發行的遊戲《蜀山萌仙傳》(原名為《天天仙俠》)，或有仿照及抄襲《白貓Project》的遊戲操作系統、游戏体验方式、角色升級方式及遊戲界面。
2018年1月，日本著名游戏公司任天堂向Colopl提起诉讼，称《白貓Project》中Colopl有5项专利侵权，包括了侵犯了任天堂自任天堂DS时期申请并获得的“在触摸面板上使用外接摇杆进行控制”的专利。任天堂要求44亿日元的赔偿损失并要求赔偿滞纳金，以及要求对《白貓Project》应用的运营终止，稍后任天堂增加了第六项专利侵权指控。2020年2月，Colopl宣布将更改游戏的操作模式，但是同时也表示在案件审理期间不会停止游戏的运营。2021年8月4日，colopl以33億日圓與任天堂達成和解。

## 合作計劃
《白貓Project》曾進行以下的期間限定合作計劃，推出的角色和對應武器。除特別標明外，合作對象旁的括號內為活動於日語版遊戲推出的時間：
- 船梨精（2014年11月～12月）

船梨精以格鬥家在11月的卡池中登場。期後，官方送出以劍士身份登場的白梨精及其專用武器，以及發布了相關的期間限定飛行島建築。
- 問答RPG 魔法使與黑貓維茲（以下簡稱為「黑貓維茲」）（第一彈:2014年12月～2015年2月，第二彈:2016年3月）

作為「白猫×黒猫 大感謝祭」的一部份，官方在12月公佈了的女主角「維茲」的聲優，並隨即開放了供《白貓Project》玩家投票的《黑貓維茲》人氣角色總選舉。依次序首6名角色：法姆、米迦菈、麗維塔、皮諾、芙蕾、莉絲，分別以魔法師、劍士、槍兵、弓兵、戰士和格鬥家職業，在2月於限定卡池推出。活動期間，維茲及其武器作為禮物以魔法師職業在遊戲中登場。相同的黑貓維茲人物和武器在2015年8月於台港澳版推出。
另外，《白貓Project》的角色：米菈、春香、安娜、蜜柑、神威、嘉妮特，也在《黑貓維茲》的卡池登場。
第二彈《黑貓維茲》的角色聯動，8個黑貓維茲的角色各自以不同的江崎固力果零食為服飾創作靈感，將在活動期間的限定卡池登場，於2016年2月開放的限定卡池登場。登場的8個角色包括：アリエッタ、ミコト、キワム、アルティミシア、アイ、ルシエラ、ディートリヒ、ユッカ。第一彈登場的角色，包括維茲也將會實裝「神氣解放」。
另外，《白貓Project》的角色：夏洛特、小夜未、ツキミ、狐鈴、ミレイユ、瑪爾、テレーゼ，也會在《黑貓維茲》的卡池與黑貓維茲的角色組成雙人的卡面登場。
- 中川翔子（2015年4月～5月）

《白貓Project》與《黑貓維茲》在中川翔子生日及CD《PUNCH LINE!》推出時進行合作計劃。合作計劃的主題歌「LUCKY DIP」亦收錄在內。值得注意的是中川翔子家中本來就養了十隻貓。
在《白貓Project》中，中川翔子本人作為魔法師在遊戲中免費發布。該角色除了使用她本人的配音外，技能釋放時播放的歌曲正是活動歌「LUCKY DIP」。
此外，活動期間還有全套共7個原創角色的期間卡池開放。
- 江崎固力果（第一彈:2015年7月，第二彈:2016年3月）

該公司的廣告活動「双子の魔法使いリコ&グリ」的其中一個角色リコ，以魔法師職業進入卡池。
2016年1月27日，官方公佈第二彈聯乘的活動。除了8個黑貓維茲人物以江崎固力果主題登場外，2個江崎固力果原創以零食為藍本，職業分別為限定的劍士和槍兵的原創人物，亦率先於3月24日以限定的形式在一般卡池登場。
- 七大罪（2015年8月）（繁體中文版:2016年11月）

《七大罪》中的七個角色：梅里奧達斯、黛安娜、班、金恩、哥塞爾、瑪琳、吉爾桑達，分別以雙劍士、戰士、格鬥家、槍兵、弓兵、魔法師和劍士職業，在限定卡池中登場。另外限定建築「豚の帽子」亦在遊戲中發布。
2018年5月日版推出 七大罪2 – 戒律的宴會 第二次合作 限定角色 梅里奧達斯(劍士)、伊莉莎白(魔法師)、艾斯卡諾(戰士)其中艾斯卡諾會隨著遊戲的時間不同而出現強度變化
- 杉田智和のアニゲラ！ディドゥーーン！！（2015年10月）[59]

在這個《白貓Project》與男性聲優杉田智和主持的廣播節目「杉田智和のアニゲラ!ディドゥーーン」合作的計劃中，官方向玩家募集武器的意見，為每個遊戲職業的各設計一把武器，於2015年11月24日暫時替入2周實裝。2個在10月下旬在廣播節目其中一個環節「フォースター☆プロジェクト」中登者的2個角色：タージ和とアジルス＆ケイオス已在在十月三十一日分別以的雙劍士及龍騎士職業加入人物普通卡池。另外，可以提高與角色友好度增加速度的期間限定建築已於2015年10月19日開放。
- 星耀學園（繁體中文版:2015年12月）

繁體中文版《白貓Project》限定的合作計劃。2015年12月23日至1月12日，星耀學園角色：上官妃雪、古凌茜、拓兒、望月幽蘭、梁悠璃及米諾娃，分別以劍士、弓箭手、戰士、雙劍士、槍兵及格鬥家職業於限定卡池登場。
- 單色小姐（2015年12月）

2015年12月28日單色小姐以魔導士職業，聯同其他7個角色在第17期普通卡池登場，每名用戶抽獎第一抽必中一個這期的角色。另外同日亦實裝角色的專屬武器。
除此以外，《白貓Project》中的白貓凱朵拉(キャトラ)曾客串登場於2015年11月20日播放的單色小姐 -The Animation- 第三季第8話。(單色小姐的cv和キャトラ的cv同樣為堀江由衣)
- HUNTER×HUNTER 獵人（2016年6月）

Colopl於2016年6月13日宣布旗下手機遊戲《白貓Project》日版將於6月15日與知名動漫作品《HUNTER×HUNTER 獵人》推出合作活動，小傑、奇犽等多名《獵人》中的代表角色都將登場。
- FAIRY TAIL（繁體中文版：2017年2月，日版：2017年8月）

台版於2週年時推出與妖精尾巴（台譯魔導少年）的合作：推出四名主角：納茲、露西、格雷、艾爾莎的角色在一般卡池中。日版亦於三週年時也宣佈合作，推出與台版相同的主角再加上溫蒂（cv：佐藤聰美），然兩邊角色職業略有不同，台版為劍士（艾爾莎）、弓箭手（格雷）、格鬥家（納茲）、魔導士（露西）；日版與台版相同職業的有納茲和露西，艾爾莎在日版則是雙劍士、格雷於日版則是狂戰士。
- 初音未來10周年Project（2017年9月）

- RE:從零開始的白貓生活（2017年9月）

推出合作角色:拉姆、蕾姆、艾蜜莉亞
- Thunderbolt Fantasy 東離劍遊紀（繁體中文版：2017年7月）

台版推出霹靂與日本知名編劇虛淵玄合作的布袋戲作品Thunderbolt Fantasy 東離劍遊紀的合作角色，推出三位主角：殤不換、丹翡、凜雪鴉三位角色。這波合作玩家間評價不錯。
- 冥戰錄（繁體中文版：2018年2月）

台版於3週年時推出與臺灣知名漫畫家韋宗成之代表作品《冥戰錄》的合作。目前正式推出角色有：林默娘、陳柏戎、牧雁涵，並且首次以臺灣本土聲優詮釋配音，其他於漫畫登場的角色預計將逐步釋出消息。
- 安娜‧李異世界攻略之旅（繁體中文版：2018年12月）
- 進擊的巨人聯動（2018年3月）
- 戰鬥女子學園（繁體中文版：2019年2月）
- 魔法少女小圓 Project（2019年2月）

於2019年2月28日，推出鹿目圓（弓兵）、曉美焰（雙劍士）、美樹沙耶香（劍士）、佐倉杏子（槍兵）、巴麻美（魔法師）等數名角色。
- 銀魂聯動（2019年4月）
- 刀劍神域（2019年7月）
- 仙劍奇俠傳（繁體中文版：2020年2月）
- 鬼滅之刃   （2020年4月）
- 仙劍奇俠傳桃花落英篇（繁體中文版：2020年6月）
- 關於我轉生變成史萊姆這檔事（2020年8月）
- 為美好的世界獻上祝福！（2020年11月）
- 咒術迴戰（2021年2月）
- ROCKMAN X DiVE（繁體中文版：2021年2月）
- 死神BLEACH (2021年4月29日)
- 通靈王(通靈童子)（2021年7月）
- 新世紀福音戰士(EVANGELION) (2021年10月29日)
- 我的英雄學院（2022年2月28日）
- 死神BLEACH (繁體中文版：2022年1月13日)
- 伊蘇Ⅷ-丹娜的隕涕日-（繁體中文版：2022年1月）
- 刀劍神域(2022年4月28日)
- 瀕臨絕種團(Vtuber)(繁體中文版：2022年7月26日)
- SPY×FAMILY間諜家家酒(2022年7月29日)
- SPY×FAMILY間諜家家酒(繁體中文版：2022年10月11日)
- 庫洛魔法使 透明卡牌(繁體中文版：2023年1月18日
- 鬼滅之刃第二彈(2023年2月28日)
- 莉可麗絲(2023年4月28日)
- 範馬刃牙(2023年9月8日)
- 怕痛的我，把防禦力點滿就對了(2023年10月6日)
- ROCKMAN(洛克人)(2023年11月2日)
- 咒術迴戰第二彈 (2023年11月15日)
- hololive(Vtuber) (2024年2月29日)
- 鬼滅之刃第三彈(2024年5月13日)
- 科學超電磁砲(2024年9月30日)

## 白貓tennis
2016年5月18日，日本官方於Youtube頻道公佈將於夏季在Android 及iOS 平台上發行新遊戲《白貓tennis》。此遊戲已於2016年7月31日在兩個平台推出日文版及正體中文版本，而正體中文版是colpol直營。。
此遊戲使用《白貓Project》相同的手指觸控系統操作及類似的育成和城鎮系統。玩家可以和其他玩家單打或雙打對戰。除了部份《白貓Project》已登場的角色，亦有原創角色在遊戲中登場。
然而該款遊戲的台港澳版已於2017年5月宣佈停止營運。
白貓tennis(台港澳版)又於2022年6月14日上市，並命名為白貓tennis rematch(簡稱為白貓tennis r)，並由台灣碩網(So-net)代理但因合約到期於2023年6月14日停運，目前只剩下日版。

## 電視動畫
在2018年12月16日舉行的活動「COLOPL FES」上，製作人淺井大樹宣佈本作動畫化的消息，將於2020年播放，而故事則以三週年活動「ZERO CHRONICLE 零之紀元～原罪～」為主軸進行再構築。
在2019年7月13日的《白貓 Project》五週年現場直播活動上，宣佈動畫將於2020年4月6日AT-X電視台晚上開始首播。

### 故事簡介
很久很久以前的時代，天空中白色王國，與地上的黑色王國，保持著「均衡」並同時「循環」著。
有一天，在黑色王國因被怪物襲擊而毀滅的村子裡，一位少年正在挖墳墓。
在那個少年面前出現了上一代黑暗之王候選人史基亞斯。
被史基亞斯發現的少年，決心成為黑之王子改變這個世界。
而另一方面，作為白色王國守護神的光之王愛麗絲，擔心光與暗的平衡被破壞。
在得到破壞平衡的巴爾出現的消息後，黑暗之王為了討伐礙眼的巴爾提出盟約。
光之王愛麗絲與黑暗王國的使者暗之王子相遇，兩人「約定」共同建立和平的世界。
但是，兩人的「約定」卻被黑暗之王踐踏。
兩人交換的「約定」與世界毀滅開始之罪，通向「根源」「ZERO」的故事拉開了帷幕―—

### 登場人物
暗王子（聲：梶裕貴）
光之王 愛麗絲（聲：堀江由衣）

### 製作人員
- 企劃：淺井大樹
- 監督、劇本：神保昌登
- 人物設計：奧田陽介
- 音樂：岩崎琢
- 動畫制作：project No.9

### 主題曲
片頭曲「天秤-Libra-」
作詞：RUCCA，作曲、編曲：菊田大介（Elements Garden），主唱：西川貴教、ASCA
片尾曲「through the dark」
作詞、主唱：安田，作曲、編曲：Jeff Miyahara、Kuraaki Hori
第十二話未使用。
插入曲
作詞：，作曲、編曲：大川茂伸，主唱：愛麗絲（堀江由衣）
第十二話作片尾曲使用。

### 各話列表
| 話數     | 日文標題 | 中文標題           | 分鏡     | 演出     | 作畫監督                                                    | 總作畫監督                   |
| -------- | -------- | ------------------ | -------- | -------- | ----------------------------------------------------------- | ---------------------------- |
| 第一話   |          | 光明所守護的國家   | 神保昌登 | 神保昌登 | 青野厚司、大塚八愛                                          | -                            |
| 第二話   |          | 世界的任性妄為     | 高木啟明 | 高木啟明 | 榊原智次、崎山知明 齊藤雅和                                 | 香川松吉                     |
| 第三話   |          | 憂傷的光明之王     | 齋藤德明 | 丸山由太 | 永田正美、飯飼一幸 、管振宇                                 | 奥田陽介 香川松吉            |
| 第四話   |          | 黑之使者           | 伊藤秀彌 | 伊藤秀彌 | 高橋直樹、櫻井拓郎 服部憲知                                 | 奥田陽介                     |
| 第五話   |          | 聯合戰鬥           | 米田紘   | 神保昌登 | 市川敬三、榊原智次 齊藤雅和、江森真理子                     | 香川松吉                     |
| 第六話   |          | 灰綠的魔障         | 今井正一 | 今井正一 | 大塚八愛、青野厚司 西村真理子                               | 佐佐木貴宏                   |
| 第七話   |          | 採山菜             | 藤木     | 木下由記 | 崎山知明、木下由記 青野厚司、森出剛                         | 奥田陽介 佐佐木貴宏          |
| 第八話   |          | 約定               | 高村雄太 | 高村雄太 | 尾尻進矢、柄谷綾子 荻原省智                                 | -                            |
| 第九話   |          | 光明之王與黑暗王子 | 齋藤德明 | 丸山由太 | 飯飼一幸、清水文乃 宇佐美皓一、森田實                       | 香川松吉                     |
| 第十話   |          | 溫柔的黑暗之詩     | 田中太郎 | 田中太郎 | 小林一三、金正男                                            | 奥田陽介                     |
| 第十一話 |          | 遙遠的天空         | 高木啟明 | 高木啟明 | 市川敬三、榊原智次 西村真理子、大塚八愛                     | 奥田陽介 佐佐木貴宏 香川松吉 |
| 第十二話 |          | 原罪               | 今井正一 | 今井正一 | 崎山智明、齊藤雅和 木下由記、宇佐美皓一 高瀨、森賢 岩崎令奈 | 奥田陽介 香川松吉 佐佐木貴宏 |

### 播放平台
| 播放地區                         | 播放平台 | 播放日期               | 播放時間（UTC+8） | 字幕語言               | 備註   |
| -------------------------------- | --- | ---------------------- | ----------------- | ---------------------- | ------ |
| 東盟、印度、孟加拉、尼泊爾、不丹 | Muse Asia YouTube頻道 | 2020年4月6日－6月22日  | 星期一 23時00分   | 簡體中文、英文         | [ 69 ] |
| 馬來西亞、汶萊                   | Muse Malaysia YouTube頻道 | 2020年4月6日－6月22日  | 星期一 23時00分   | 簡體中文、馬來文、英文 | [ 70 ] |
| 越南                             | Muse Việt Nam YouTube頻道 | 2020年4月6日－6月22日  | 星期一 23時00分   | 越南文                 | [ 70 ] |
| 香港、澳門                       | 木棉花香港 YouTube頻道 | 2020年4月6日－6月22日  | 星期一 23時00分   | 繁體中文               | [ 71 ] |
| 台灣                             | 中華電信MOD、中嘉bb寬頻.bbTV、巴哈姆特動畫瘋、愛奇藝、myVideo 影音隨看、Hami Video、遠傳friDay影音、LiTV線上影視、KKTV、LINE TV | 2020年4月6日－6月22日  | 星期一 23時00分   | 繁體中文               | [ 72 ] |
| 台灣                             | 木棉花台灣YouTube頻道 | 2020年10月8日-10月11日 |                   | 繁體中文               | [ 73 ] |

### 藍光與DVD
| 卷數 | 發售日期      | 收錄話數       | 規格編號   | 規格編號   |
| 卷數 | 發售日期      | 收錄話數       | 藍光版     | DVD版      |
| ---- | ------------- | -------------- | ---------- | ---------- |
| 上   | 2020年6月26日 | 第1話 ~ 第6話  | ZMAZ-14051 | ZMSZ-14061 |
| 下   | 2020年7月29日 | 第7話 ~ 第12話 | ZMAZ-14052 | ZMSZ-14062 |